# Martin Biles
Martin Biles (Martin Broomall Biles; * 30. März 1919 in San Diego; † 25. August 2017 in Houston) war ein US-amerikanischer Speerwerfer.
1948 qualifizierte er sich durch einen Sieg bei den US-Ausscheidungskämpfen für die Olympischen Spiele in London, bei denen er Sechster wurde.  
1943 und 1944 wurde er US-Meister. Als Student der University of California, Berkeley holte er 1940 und 1941 den NCAA-Titel. Seine persönliche Bestleistung von 70,10 m stellte er am 25. Juni 1949 in Fresno auf.